# Филд, Маршалл
Ма́ршалл Филд (англ. Marshall Field) — американский предприниматель и благотворитель, основатель торговой сети «Marshall Field & Company», впоследствии известной как «Marshall Field's» (в 1990 году приобретена «Dayton-Hudson Corporation», после серии слияний и поглощений бренд окончательно ликвидирован в 2006 году).

## Биография
Родился в семье фермера в округе Франклин, Массачусетс. Его предками были пуритане, прибывшие в Америку около 1650 года. В возрасте 17 лет устроился на свою первую работу — в галантерейную лавку в соседнем округе штата, однако в скором времени отправился на быстро развивающийся Запад, где было больше возможностей заработать и сделать карьеру. В 1856 году вместе с братом переехал в Чикаго, получив работу в одной из ведущих торговых компаний — «Cooley, Wadsworth & Co.» (с 1857 года — «Cooley, Farwell & Co.»).
Быстро продвигаясь по карьерной лестнице, уже к 1862 году стал младшим партнёром по бизнесу. Когда один из старших партнёров по финансовым причинам покинул компанию, Филду предложили место в правлении, после чего название было изменено на «Farwell, Field & Co.». В 1865 году он с новым компаньоном принял предложение стать старшими партнёрами другой торговой компании, которая в 1867 году показала выручку 12 млн долларов. Как и многие предприятия Чикаго, компания Филда сильно пострадала от Великого пожара 1871 года, но сумела быстро восстановить работу. Также она смогла преодолеть последствия биржевого краха 1873 года, поскольку имела относительно невысокий уровень задолженности. К 1881 году Филд выкупил доли всех своих партнёров по бизнесу и переименовал компанию в «Marshall Field & Company».
Хотя Маршалл Филд известен прежде всего как выдающийся организатор и новатор розничной торговли, большую часть своих доходов он получал от торговли оптовой: известно, что в 1880-х годах на её долю в бизнесе Филда приходилось в 5 раз больше выручки, чем на розницу.
Настороженно относился к профсоюзному движению, запрещая объединения работников своих предприятий. Во время бунта на Хеймаркет выступал за жёсткие меры по отношению к протестующим вопреки мнению большинства представителей крупного бизнеса.
Маршалл Филд был дважды женат (повторно женился после смерти в 1896 году первой жены), имея в первом браке троих детей, один из которых умер в младенчестве. Его дочь Этель вторым браком была замужем за выдающимся британским флотоводцем Дэвидом Битти. Поскольку Филд пережил обоих своих сыновей (младший, Маршалл, умер в 1905 году), его огромное состояние, оценивавшееся в 125 миллионов долларов, было передано в доверительное управление на 40 лет в пользу двух его внуков.
Скончался от пневмонии, похоронен в Чикаго на кладбище Грейсленд.

## Инновации в торговле и сервисе
Маршаллу Филду приписывается известное выражение «Покупатель (клиент) всегда прав» (англ. The customer is always right), хотя по другой версии оно принадлежит Гарри Сэлфриджу, долгое время работавшему на Филда, и в оригинале, возможно, звучало несколько по-иному: «Предполагайте, что покупатель (клиент) прав, пока не станет очевидно обратное» (англ. Assume that the customer is right until it is plain beyond all question he is not). Другая известная фраза Филда — «Дайте леди то, что она хочет!» — означала, что во главу угла ставятся интересы покупателя.
Филд реализовал новаторские для своего времени принципы, которые впоследствии стали общепринятыми стандартами розничной торговли. Так, в магазинах компании всегда можно было сделать возврат товара без объяснения причин или обменять его на другой, а также заказать бесплатную доставку покупок на дом. Сотрудникам Филда запрещалось давить на покупателей, а каждый товар обязательно снабжался ценником с фиксированной ценой (ранее это не было принято, и допускалось устанавливать цену индивидуально для каждого покупателя).
Большое внимание Филд уделял оформлению магазинов и комфорту покупателей. Он впервые открыл в магазинах «чайную комнату» (ресторан). В XIX веке дамы обычно прерывали шоппинг, чтобы вернуться домой на ланч: посещение ресторанов без сопровождения мужчины считалось неприличным. Появление «чайных комнат» позволило им дольше оставаться в магазине. Кроме того, в магазинах появились туалеты, библиотеки и детские комнаты. Активно внедрялись технические инновации: электрическое освещение, лифты, телефон, витрины с подвижными рекламными конструкциями. У чикагцев стало традицией посещать красочно оформленные магазины Филда на Рождество и встречаться «под часами» у одного из них. Когда в Чикаго началась прокладка трамвайных линий, Филд вложил средства в этот проект и добился, чтобы остановка была устроена прямо перед его магазином.
Благодаря следованию этим принципам продажи торговой сети выросли с 25 млн долларов в 1881 году до 68 млн долларов в 1906 году, а компания Филда превратилась в одну из самых успешных компаний в стране и образец для подражания со стороны конкурентов. Магазины «Marshall Field's» стали своеобразным символом Чикаго, и ликвидация бренда в 2005—2006 годах даже вызвала протесты горожан. В Чикаго до сих пор существует фан-клуб торговой сети «Marshall Field's», добивающийся её воссоздания.

## Благотворительная деятельность
Маршалл Филд стоял у истоков создания Чикагского университета (1890), внеся вклад в виде земельного участка и денежных средств на общую сумму около 400 тыс. долларов.
В 1893 году в ходе подготовки к Всемирной выставке в Чикаго Филд выделил 1 млн долларов на создание Музея естественной истории. В дальнейшем он потратил ещё около 8 млн долларов на строительство постоянного здания музея. В 1905 году музею было присвоено имя благотворителя.
В 1905 году Филд финансировал научную экспедицию в Британскую Восточную Африку под руководством известного учёного Карла Эйкли, в ходе которой было добыто более 17 тонн биологического материала.
Финансово поддерживал Чикагский институт искусств, входя в его попечительский совет.

## Известные цитаты
Те, кто покупает, помогают мне. Те, кто хвалят, радуют меня. Те, кто жалуется, учат меня, как угодить другим, чтобы и они купили. Только те вредят мне, кто недоволен, но не жалуется. Они отказывают мне в возможности исправить мои ошибки и улучшить сервис.
Оригинальный текст (англ.)Those who enter to buy, support me. Those who come to flatter, please me. Those who complain, teach me how I may please others so that more will come. Only those hurt me who are displeased but do not complain. They refuse me permission to correct my errors and thus improve my service.

 Прав он или нет, но покупатель всегда прав.
Оригинальный текст (англ.)Right or wrong, the customer is always right.

 Дайте леди то, что она хочет!
Оригинальный текст (англ.)Give the lady what she wants!